# It Was Written
It Was Written es el segundo álbum de Nas, del año 1996.

## Lista de canciones
1. "Album Intro"
2. "The Message"
3. "Street Dreams"
4. "I Gave You Power"
5. "Watch Dem Niggas"
6. "Take It In Blood"
7. "Nas Is Coming"
8. "Affirmative Action" (feat. The Firm & Cormega)
9. "The Set Up"
10. "Black Girl Lost" (feat. Jo-Jo)
11. "Suspect"
12. "Shootouts"
13. "Live Nigga Rap" (feat. Mobb Deep)
14. "If I Ruled The World (Imagine That)" (feat. Lauryn Hill)

- Datos: Q769398